# Hans Rampf
Hans Rampf, nemški hokejist, * 2. februar 1931, Bad Tölz, Nemčija, † 5. maj 2001, Murnau am Staffelsee, Nemčija.
Rampf je bil dolgoletni igralec domačega kluba EC Bad Tölz v nemški ligi, v kateri je odigral 640 tekem in osvojil en naslov prvaka. Za zahodnonemško reprezentanco je nastopil na dveh olimpijskih igrah in sedmih svetovnih prvenstvih (brez olimpijskih iger), na katerih je osvojil eno srebrno medaljo.